# Thomas A. E. Weadock

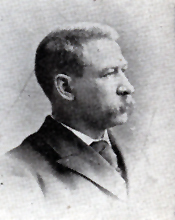
Thomas A. E. Weadock

Thomas Addis Emmet Weadock (* 1. Januar 1850 in Ballygarret, County Wexford, Irland; † 18. November 1938 in Detroit, Michigan) war ein US-amerikanischer Jurist und Politiker. Zwischen 1891 und 1895 vertrat er den Bundesstaat Michigan im US-Repräsentantenhaus.

## Werdegang
Noch in seiner Kindheit kam Thomas Weadock mit seinen Eltern in die Vereinigten Staaten, wo sich die Familie auf einer Farm bei St. Marys in Ohio niederließ. Er besuchte die öffentlichen Schulen seiner neuen Heimat und unterrichtete danach selbst fünf Jahre lang als Lehrer. Nach einem anschließenden Jurastudium an der University of Michigan in Ann Arbor und seiner im Jahr 1873 erfolgten Zulassung als Rechtsanwalt begann er in Bay City (Michigan) in seinem neuen Beruf zu arbeiten. Zwischen 1874 und 1877 war Weadock auch Mitglied der Staatsmiliz von Michigan. In den Jahren 1877 und 1878 amtierte er als Staatsanwalt im Bay County.
Politisch wurde Weadock Mitglied der Demokratischen Partei. In den Jahren 1883 und 1894 leitete er die regionalen demokratischen Parteitage in Michigan. Von 1883 bis 1885 war Weadock Bürgermeister von Bay City. In dieser Stadt war er 1884 auch Mitglied im Bildungsausschuss. Bei den Kongresswahlen des Jahres 1890 wurde er im zehnten Wahlbezirk von Michigan in das US-Repräsentantenhaus in Washington, D.C. gewählt, wo er am 4. März 1891 die Nachfolge von Frank W. Wheeler antrat. Nach einer Wiederwahl im Jahr 1892 konnte er bis zum 3. März 1895 zwei Legislaturperioden im Kongress absolvieren. Ab 1893 war er Vorsitzender des Bergbauausschusses. Im Jahr 1894 verzichtete Weadock auf eine erneute Kongresskandidatur.
Nach seinem Ausscheiden aus dem US-Repräsentantenhaus arbeitete Weadock wieder als Anwalt in Bay City. Im Jahr 1896 war er Delegierter zur Democratic National Convention in Chicago, auf der William Jennings Bryan erstmals als Präsidentschaftskandidat nominiert wurde. Später verlegte er seinen Wohnsitz und seine Anwaltskanzlei nach Detroit. Im Jahr 1904 bewarb er sich erfolglos für eine Richterstelle am Michigan Supreme Court. 1912 wurde er Juraprofessor an der University of Detroit. Im Jahr 1933 wurde er trotz seines inzwischen hohen Alters von 83 Jahren zum Richter am Obersten Gerichtshof seines Staates berufen. Thomas Weadock starb am 18. November 1938 in Detroit und wurde in Bay City beigesetzt.